# Classics Live
Classics Live es un álbum en directo de Aerosmith. Fue grabado en una época de muchas tensiones en el interior de la agrupación, marcadas por la salida de los guitarristas Joe Perry y Brad Whitford. 

## Lista de canciones
1. "Train Kept A-Rollin'" (Tiny Bradshaw, Lois Mann, Howard Kay) – 3:18
2. "Kings and Queens" (Steven Tyler, Brad Whitford, Tom Hamilton, Joey Kramer, Jack Douglas) – 4:39
3. "Sweet Emotion" (Tyler, Hamilton) – 5:00
4. "Dream On" (Tyler) – 5:02
5. "Mama Kin" (Tyler) – 3:43
6. "Three Mile Smile" (Tyler, Perry)/"Reefer Head Woman" (Lester Melrose, J. Bennett, Jazz Gillum) – 4:55
7. "Lord of the Thighs" (Tyler) – 6:42
8. "Major Barbara" (Tyler) – 4:01